# Mazerat-Aurouze
Mazerat-Aurouze è un comune francese di 199 abitanti situato nel dipartimento dell'Alta Loira della regione dell'Alvernia-Rodano-Alpi.
Fino al 1996 si è chiamato Mazeyrat-Aurouze.

## Società

### Evoluzione demografica
Abitanti censiti